# Acacia aphanoclada
Acacia aphanoclada är en ärtväxtart som beskrevs av Bruce R. Maslin. Acacia aphanoclada ingår i släktet akacior, och familjen ärtväxter. Inga underarter finns listade i Catalogue of Life.